# ተ
Cette page contient des caractères éthiopiques. En cas de problème, consultez Aide:Unicode ou testez votre navigateur.
ተ (« tä ») est un caractère utilisé dans l'alphasyllabaire éthiopien comme symbole de base pour représenter les syllabes débutant par le son /t/.

## Usage
L'écriture éthiopienne est un alphasyllabaire ou chaque symbole correspond à une combinaison consonne + voyelle, organisé sur un symbole de base correspondant à la consonne et modifié par la voyelle. ተ correspond à la consonne « t » (ainsi qu'à la syllabe de base « tä »). Les différentes modifications du caractères sont les suivantes :
- ተ : « tä »
- ቱ : « tu »
- ቲ : « ti »
- ታ : « ta »
- ቴ : « té »
- ት : « te »
- ቶ : « to »
- ቷ : « twa »

ተ est le 10e symbole de base dans l'ordre traditionnel de l'alphasyllabaire.

## Historique

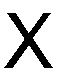
Caractère « t » de l'alphabet arabe méridional.

Le caractère ተ est dérivé du caractère correspondant de l'alphabet arabe méridional.

## Variantes
ተ possède une variante affriquée, ቸ.

## Représentation informatique
- Dans la norme Unicode, les caractères sont représentés dans la table relative à l'éthiopien[1] :
  - ተ : U+1270, « syllabe éthiopienne tä »
  - ቱ : U+1271, « syllabe éthiopienne tou »
  - ቲ : U+1272, « syllabe éthiopienne ti »
  - ታ : U+1273, « syllabe éthiopienne ta »
  - ቴ : U+1274, « syllabe éthiopienne té »
  - ት : U+1275, « syllabe éthiopienne te »
  - ቶ : U+1276, « syllabe éthiopienne to »
  - ቷ : U+1277, « syllabe éthiopienne twa »